# Нов Аракс
„Нов Аракс“ (Nor Arax) е арменски вестник, който се издава в София на арменски език в периода от 1 март 1930 г. до 27 февруари 1932 г. Продължение е на вестник „Аракс“.
Вестникът е ежедневник. Представлява обществено-политически вестник на арменската националреволюционна партия „Дашнакисти". Отговорен редактор е Онник М. Ованесов. Печата се в печатница „Рахвира“ на Б. Балъкджиян. Редактор е Онник Мхитарян, а помощник-редактор – Арам Агопян.
От 2 март 1932 г. вестникът излиза под името „Свободно слово“ (Azad khosk).